# 1929年体育
请参看：
- 1929年
- 1929年电影
- 1929年文学
- 1929年音乐
- 1929年台灣

## 大事記

### 4月至6月
- 5月18日－Clyde Van Dusen 贏得肯塔基打比冠軍。

## 棒球
- 美國職棒大聯盟世界大賽：。

## 足球
主條目：1929年足球
- 英格兰足球联赛 – 谢周三足球俱乐部 52分, 莱斯特城足球俱乐部 51, 阿士東維拉足球會 50, 桑德兰足球俱乐部 47, 利物浦足球俱乐部 46, 德比郡足球俱乐部 46
- 1929年足總杯決賽（英语：1929 FA Cup Final） – 博尔顿足球俱乐部 2–0 朴茨茅斯足球俱乐部 ，比賽地點位於温布利球场

## 賽馬
- 第54屆肯塔基打比 
  - 冠軍：Clyde Van Dusen 。